# Bubacarr Sanneh
Bubacarr Sanneh, né le 14 novembre 1994 en Gambie, est un footballeur gambien. Il évolue au poste de défenseur central.

## Biographie

### En club
Sanneh commence sa carrière dans son pays natal, au Real de Banjul.
Le 1er septembre 2014, l'AC Horsens confirme le prêt à long terme avec option d'achat de Sanneh. Il fait ses débuts le 10 novembre 2014 contre le Viborg FF, jouant ainsi son premier match professionnel en y marquant son premier but. L'AC Horsens lève l'option d'achat et annonce le transfert du joueur le 22 avril 2015. Avec l'AC Horsens, il inscrit un total de 14 buts en championnat (six en deuxième division et huit en première).
Le 5 novembre 2017, Sanneh signe officiellement avec le FC Midtjylland, pour une durée de quatre ans. Après une année convaincante au FC Midtjylland avec 3 buts en 22 matches Sanneh est transféré au RSC Anderlecht pour 8 millions d'euros.

### En équipe nationale
Il joue son premier match avec la Gambie le 15 décembre 2012, en amical face à l'Angola (1-1).
Il dispute un match contre la Tanzanie rentrant dans le cadre des éliminatoires du mondial 2014 (victoire 2-0), puis un match contre la Namibie lors des éliminatoires du mondial 2018 (nul 1-1).

## Palmarès
- Champion de Gambie en 2012 et 2014 avec le Real de Banjul